# Fontanetto Po
Fontanetto Po (Fontané [fʊŋtaˈnɛ, -ˈnæ] in piemontese) è un comune italiano di 1 054 abitanti della provincia di Vercelli in Piemonte, il più meridionale della provincia.

## Storia

### Simboli
Lo stemma e il gonfalone del comune di Fontanetto Po sono stati concessi con decreto del presidente della Repubblica del 26 giugno 2008.
Il gonfalone municipale è un drappo di bianco con la bordatura di azzurro.

## Monumenti e luoghi d'interesse

### Oratorio di San Sebastiano
La piccola chiesa di San Sebastiano fu eretta forse nel IX secolo, funzionando da prima parrocchiale, quando il nucleo abitativo era verosimilmente collocato intorno ad essa. Interventi successivi, in specie quello del XV secolo, hanno portato alla struttura attuale, interessante esempio di architettura romanico- gotica in provincia di Vercelli.

La facciata a capanna è tripartita da due lesene che incorniciano l'attuale sobria porta di ingresso (che ha sostituito la precedente più elegante porta di forma ogivale, i cui segni sono ancora visibili).

Corre tutt'intorno alla chiesa - sulla facciata, sui lati e sul tamburo dell'abside - un grazioso coronamento ad archetti ogivali pensili.

L'interno, a navata unica, conserva affreschi – alquanto deteriorati – realizzati a partire dalla metà del XV secolo: essi compongono una variegata teoria di santi e Madonne col Bambino che fa pensare a degli "ex voto" giustapposti casualmente, piuttosto che ad una decorazione ispirata ad un qualche programma iconografico. L'attribuzione a Domenico della Marca di Ancona della paternità degli affreschi, avvenuta in passato, è messa oggi in discussione.

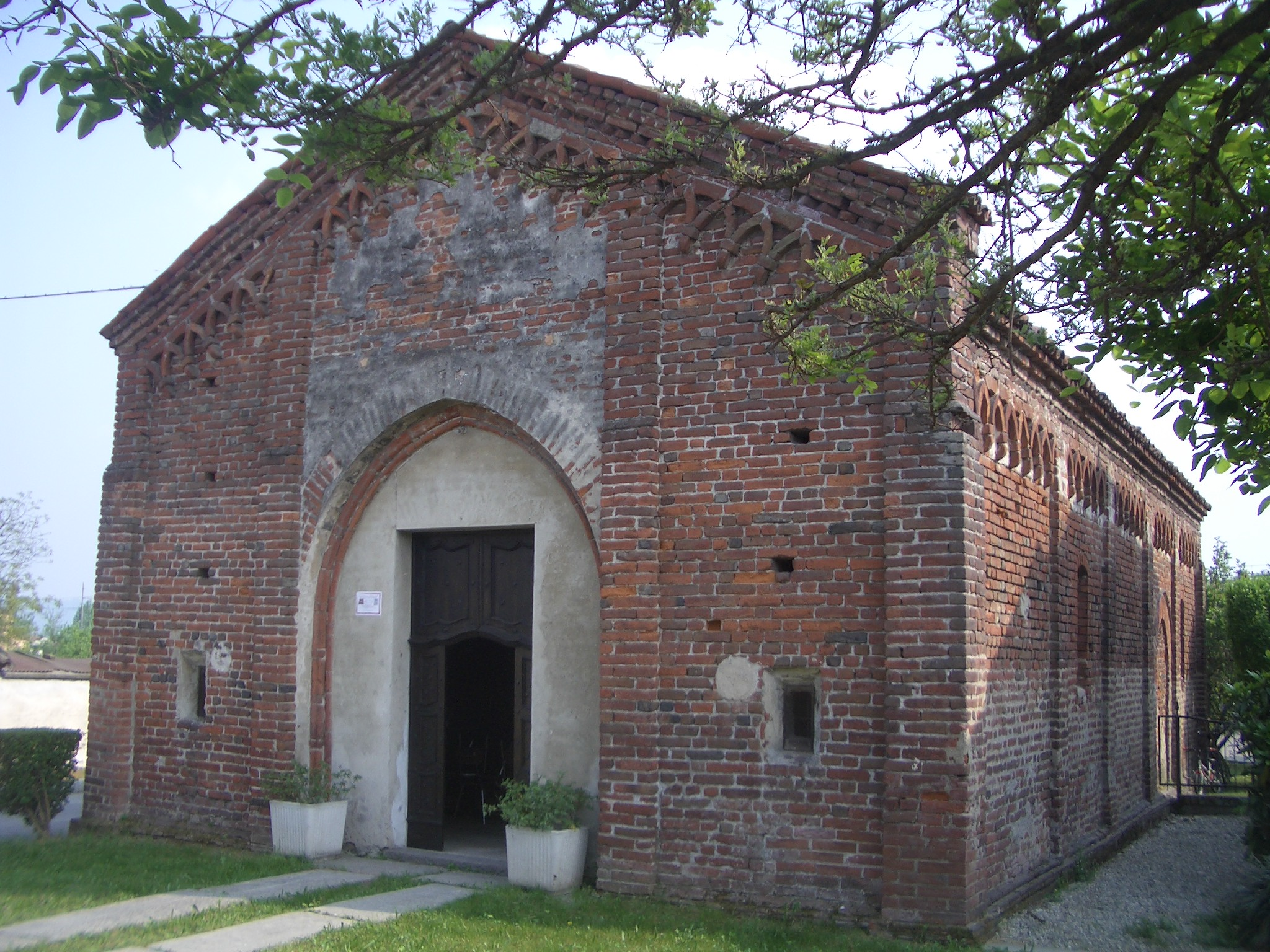
Oratorio di San Sebastiano; facciata
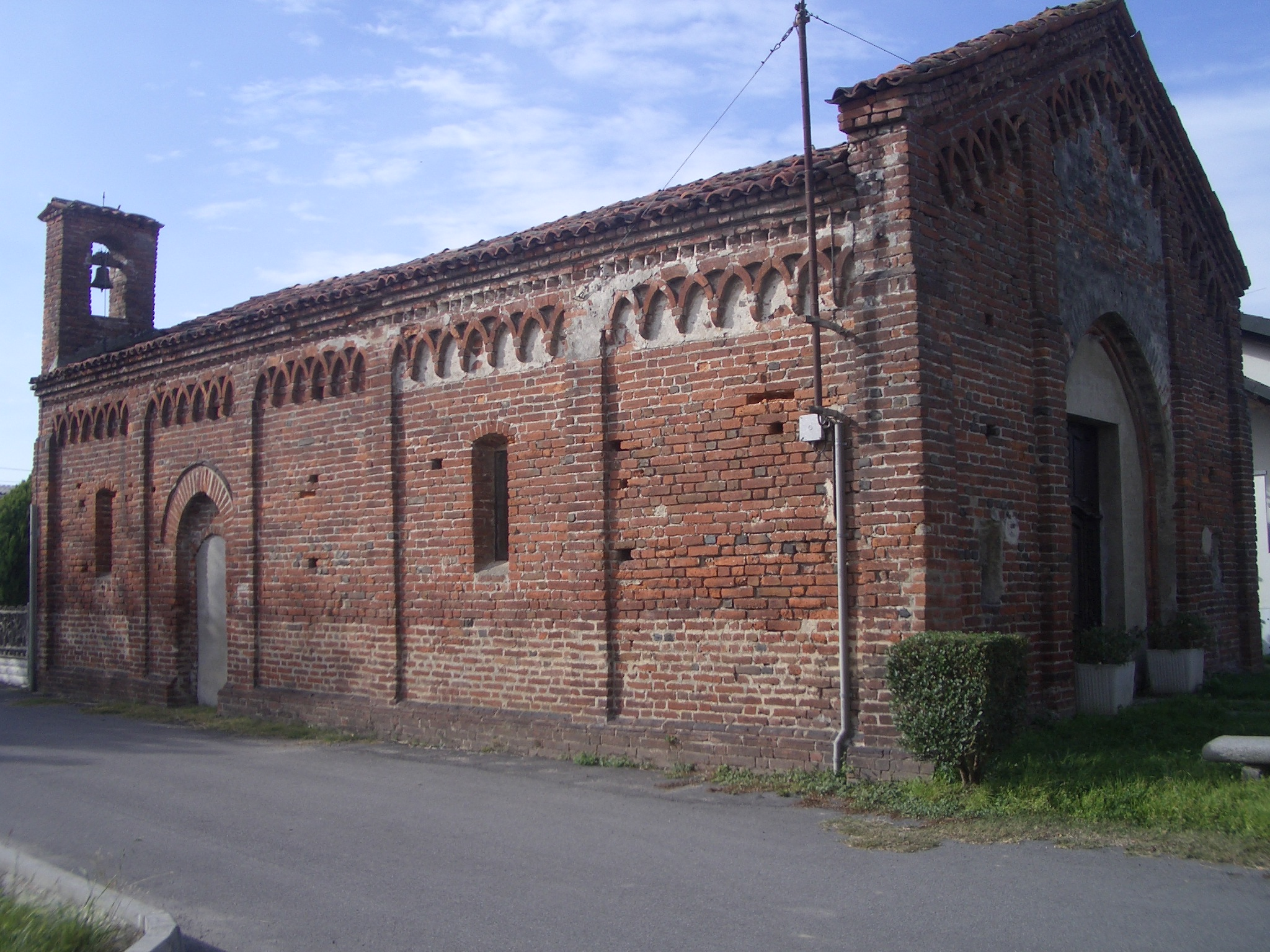
Oratorio di San Sebastiano; veduta laterale
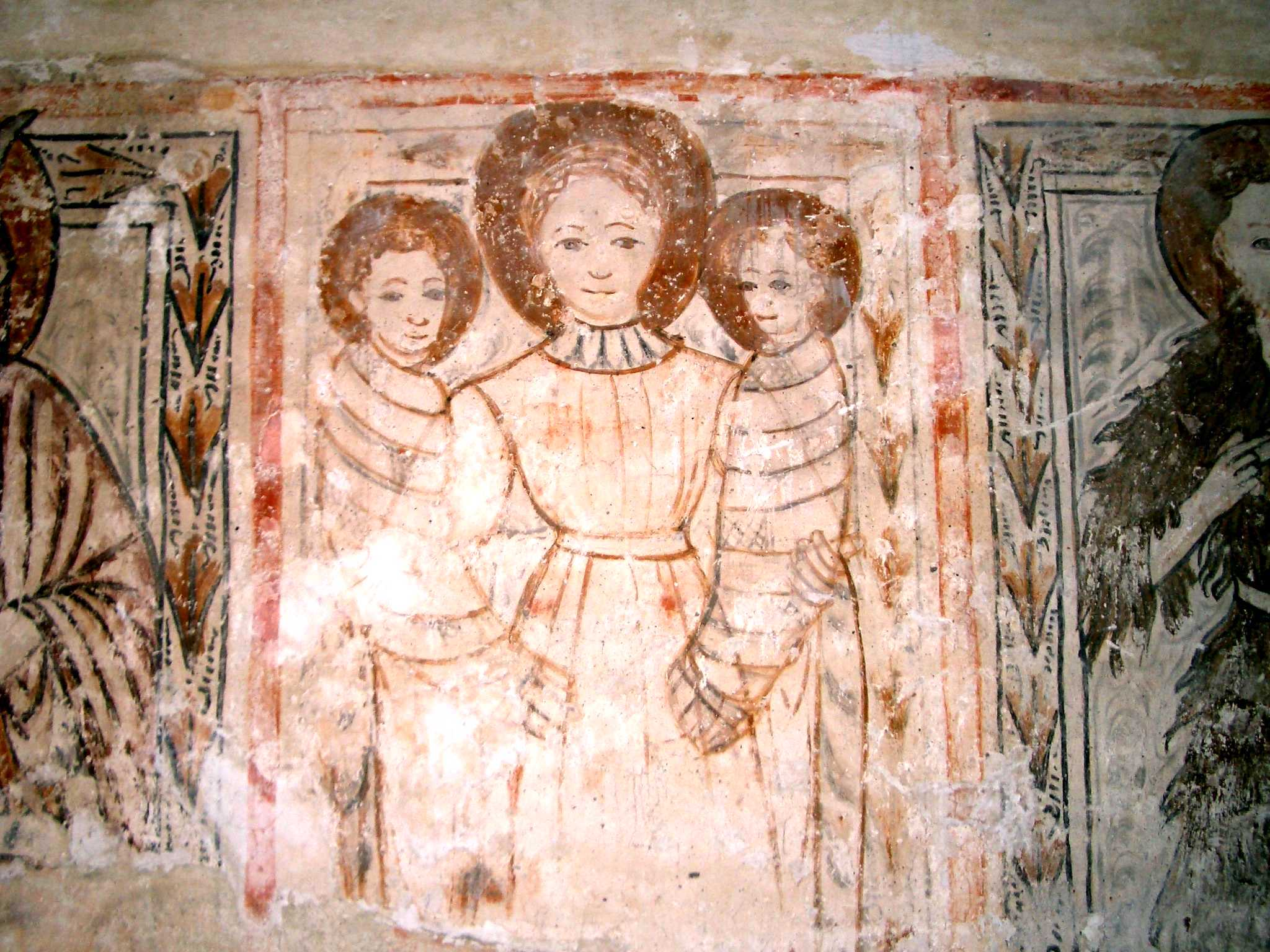
Immagine di Santa Liberata
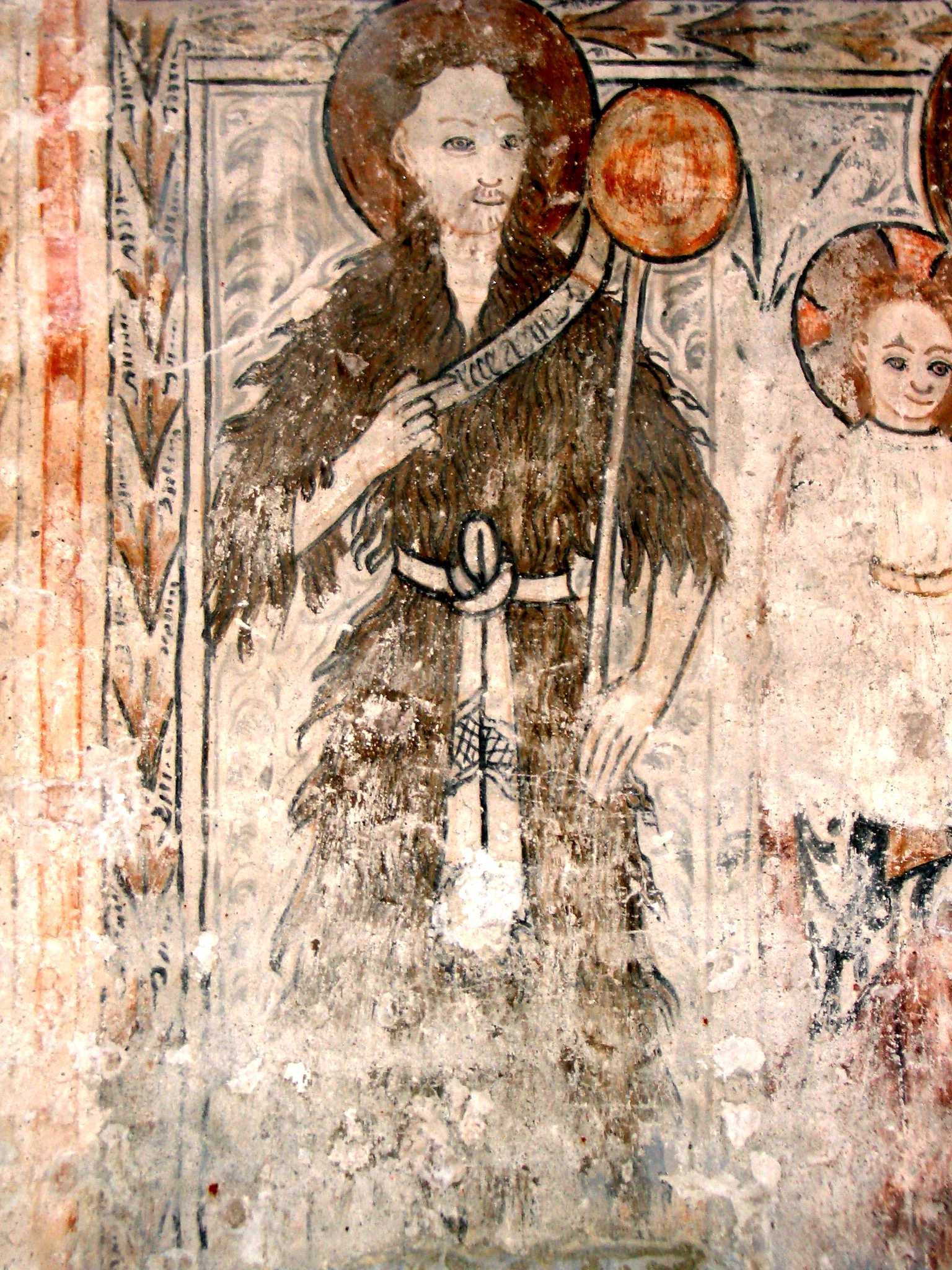
Immagine di San Giovanni Battista

### Chiesa parrocchiale di San Martino
Fu costruita nell'XI secolo ad opera, forse, dell'abate ed architetto Guglielmo da Volpiano, ricordato per la realizzazione dell'abbazia di Fruttuaria nel territorio di San Benigno Canavese. Dell'antica costruzione resta il campanile romanico, alto 56 metri, che segna da lontano il profilo dell'abitato di Fontanetto Po.

La chiesa venne ristrutturata nel XVI secolo (sono di quell'epoca le tracce di affreschi esterni sul lato sinistro, ov'era il portale di ingresso) e fu poi ampiamente riedificata sul finire del '700, pur conservando l'antica impronta stilistica fatta di mattoni a vista.

La facciata a salienti palesa la presenza delle tre navate interne aventi diverse altezze.

La chiesa conserva numerose opere d'arte. Tra di esse va menzionato innanzi tutto un pregevole crocifisso ligneo datato al 1585, opera dell'intagliatore trinese Giovanni Franco Biaciardi. Pregevoli sono altresì i secenteschi arredi lignei: gli stalli del coro ed il pulpito realizzato da una bottega di intagliatori biellesi. Una cassapanca posta nel presbiterio è ornata da notevoli formelle lignee raffiguranti scene bibliche - opera della stessa bottega biellese - provenienti dalla secentesca macchina d'altare smembrata verso la fine del XVIII secolo per far posto all'altare attuale.

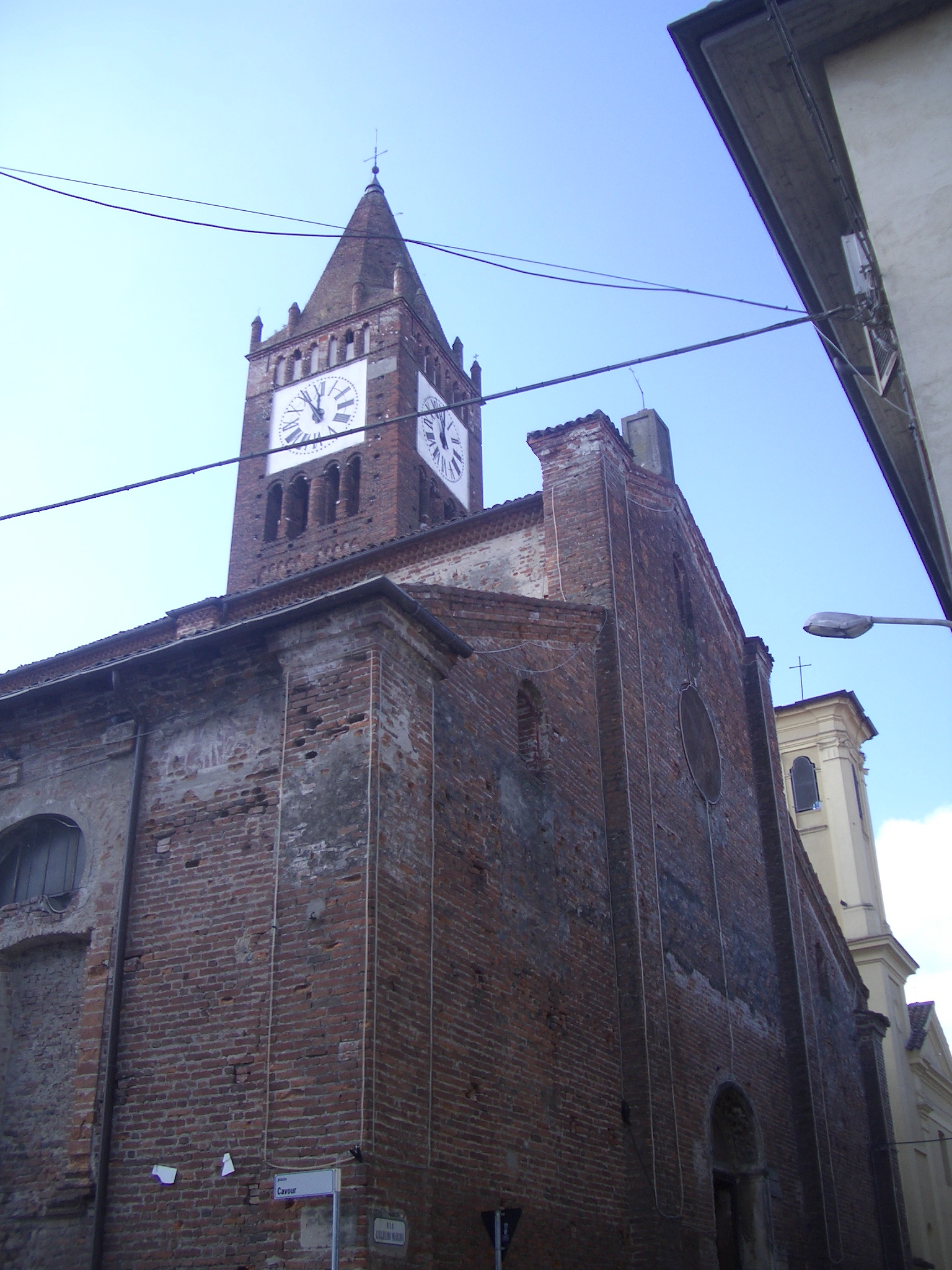
La chiesa parrocchiale di San Martino
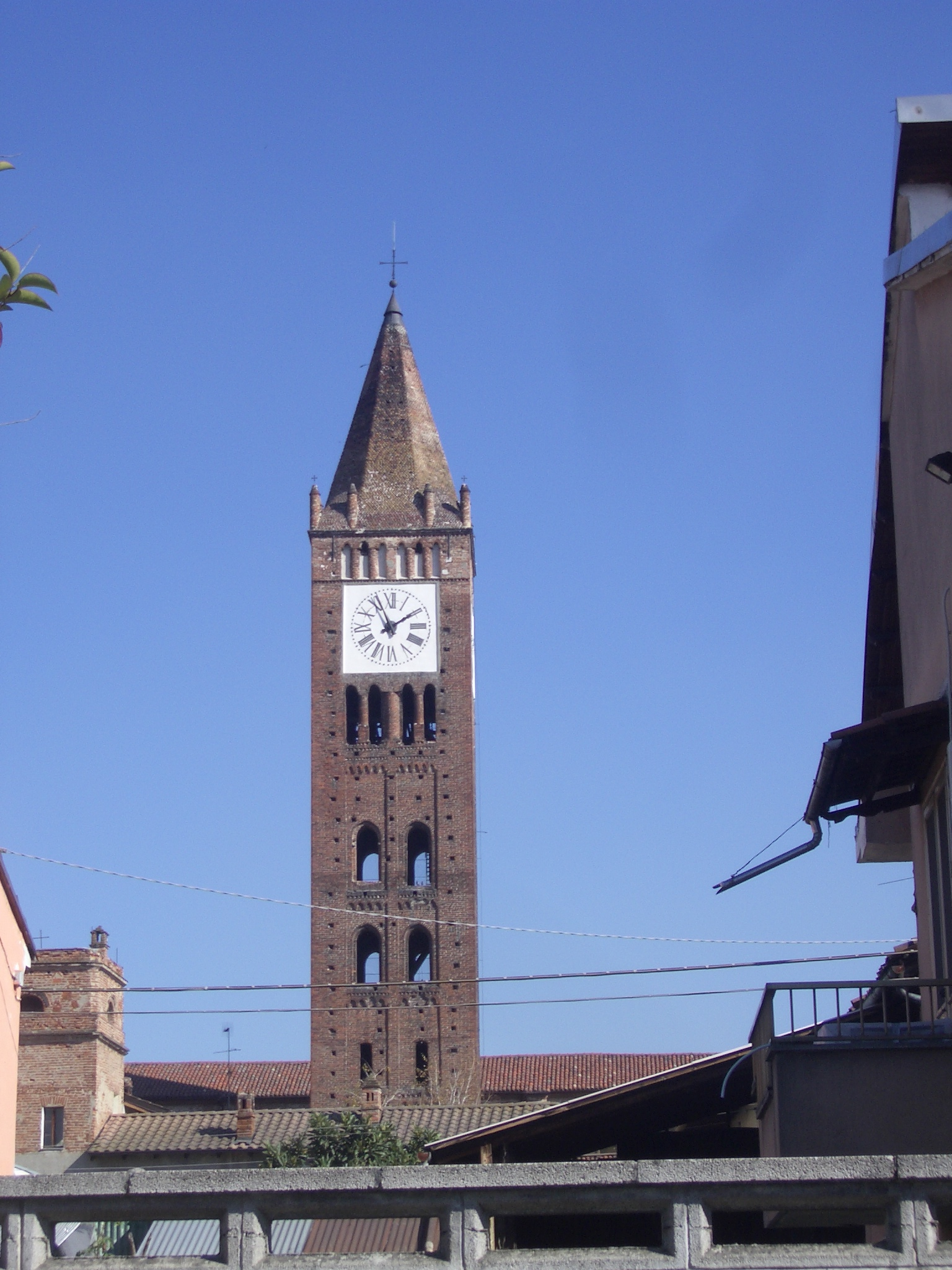
Il campanile della chiesa
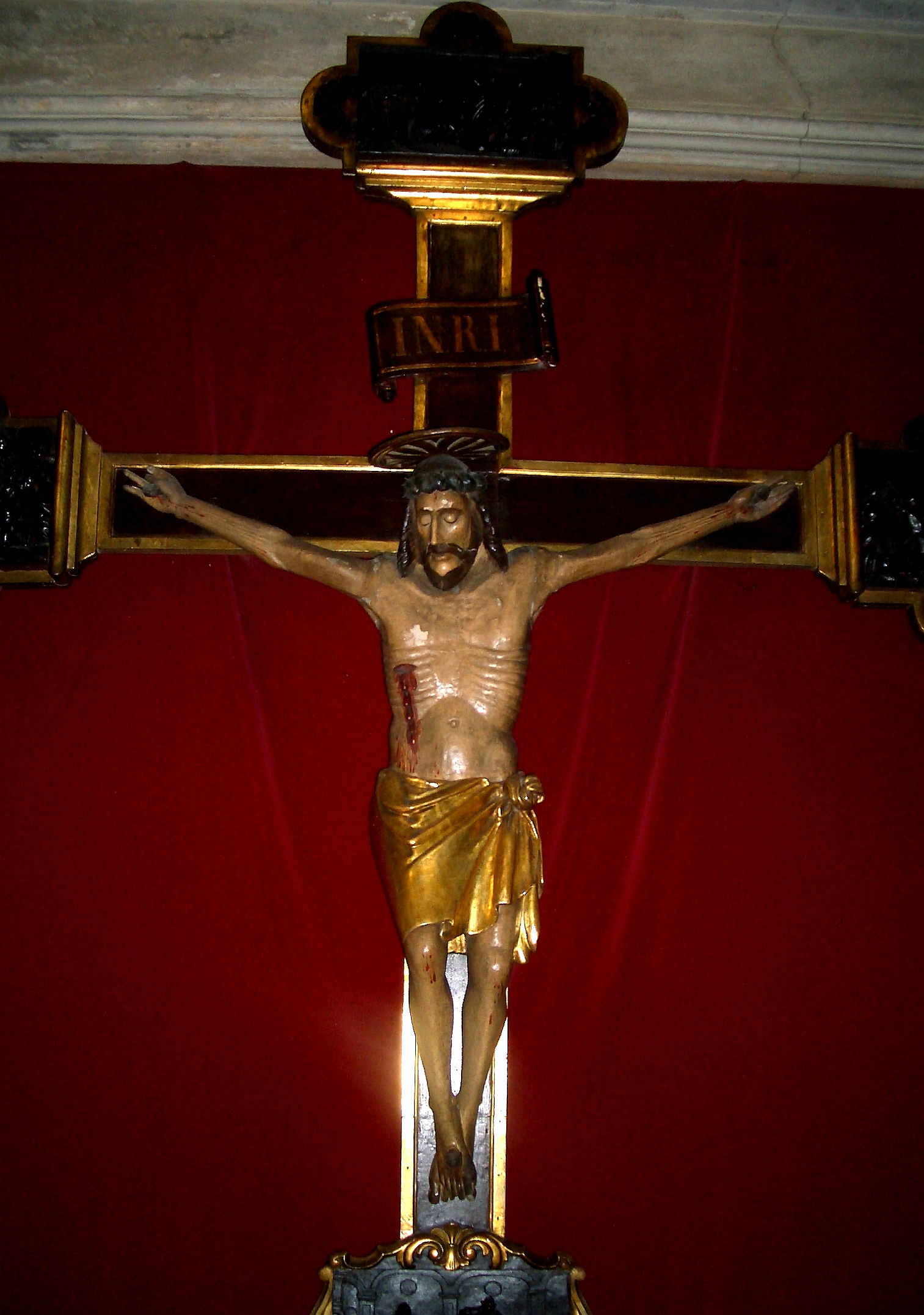
Crocifisso ligneo, 1585
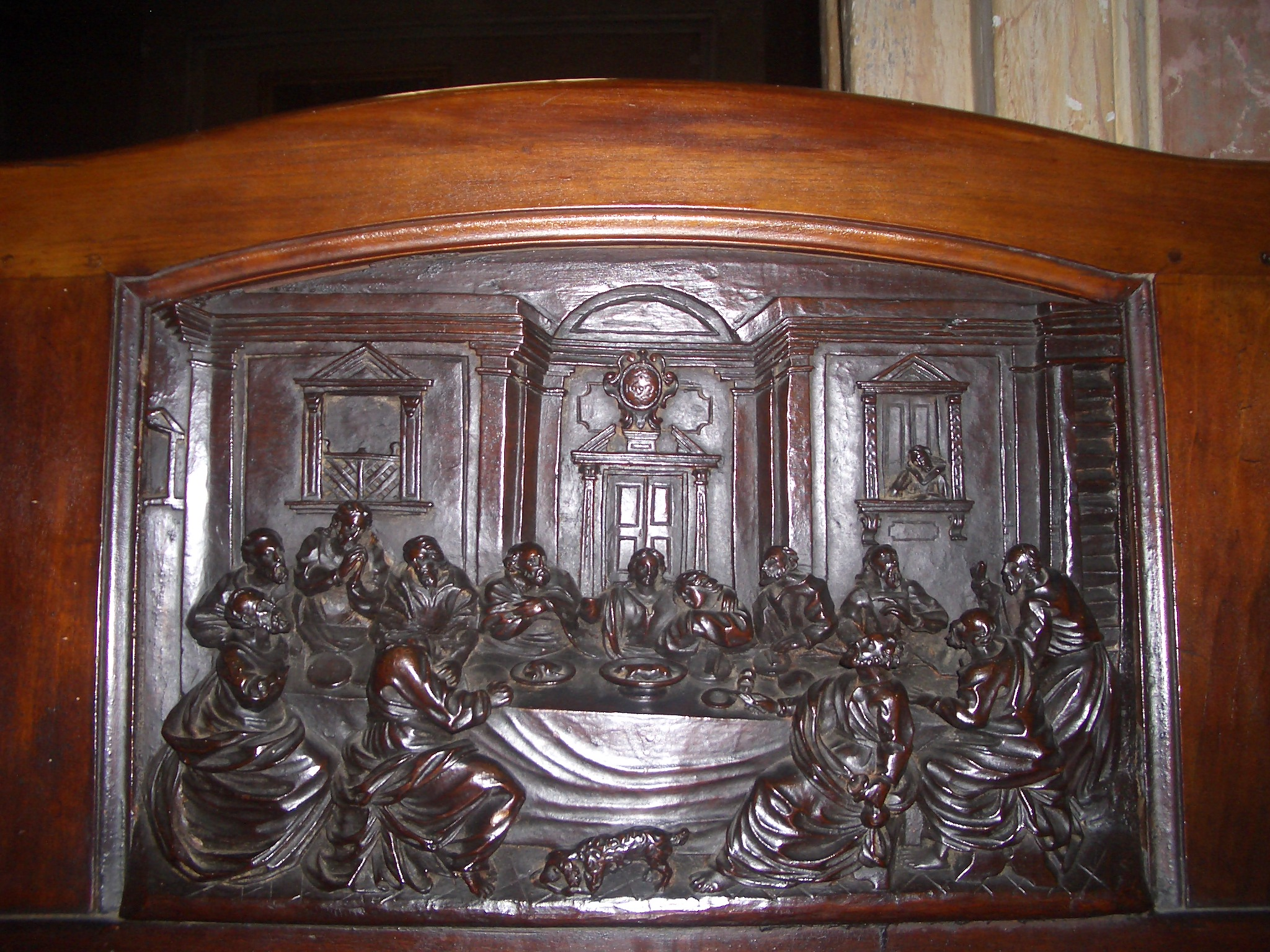
Bottega biellese XVII secolo, Ultima cena, formella lignea

### La chiesa della Ss. Trinità
Nei pressi della parrocchiale di San Martino si erge la rinascimentale chiesa della Ss. Trinità. Fu edificata a partire dal 1488 ad opera della "Compagnia dell'Immacolata Concezione della Beata Vergine", una confraternita di disciplinati, devoti alla Ss. Trinità, sorta all'inizio del XV secolo.

All'interno si trova un pregevole gruppo di dieci statue in terracotta raffiguranti la scena del Compianto sul Cristo morto, poste in una nicchia ricavata sulla parete destra. Dai documenti d'archivio si apprende che il gruppo scultoreo proviene da Sacro Monte di Varallo e fu acquistato dai confratelli fontanettesi della Compagnia nel 1568.

Sulla parete di fondo, dietro l'altare, trova posto un bel retablo seicentesco in legno dorato con una pala raffigurante uno dei soggetti sacri cari alla devozione trinitaria, la Incoronazione della Vergine.

Altra testimonianza devozionale della Compagnia è costituita da una tela posta sulla controfacciata, raffigurante la Trinità secondo il modello iconografico detto del Trono della Grazia; ai suoi due lati sono dipinte figure di santi e disciplinati devoti alla Ss. Trinita: questi ultimi indossano saio e cappuccio rossi e tengono in mano i flagelli (da cui il nome di Battuti rossi).

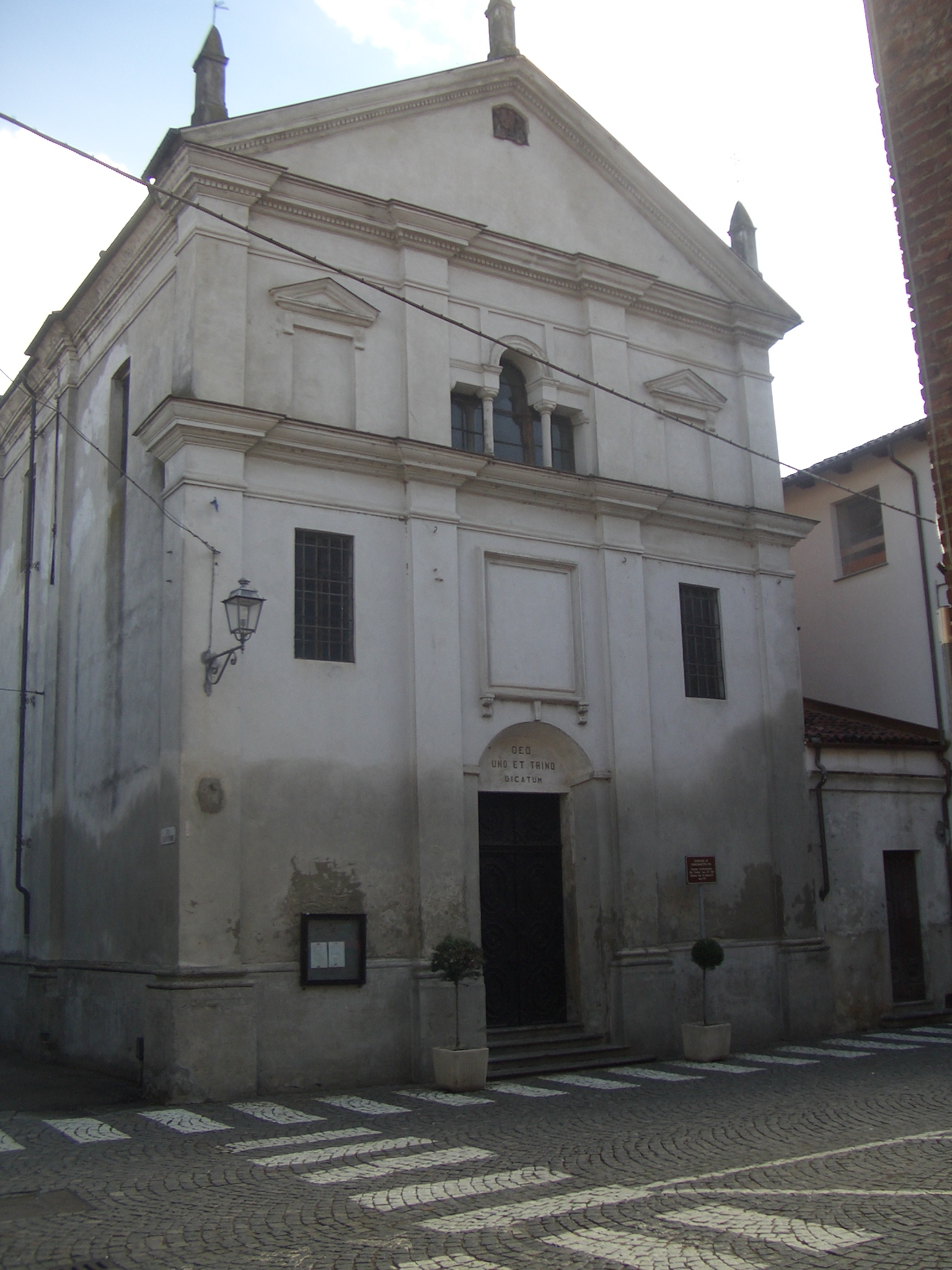
La facciata della chiesa
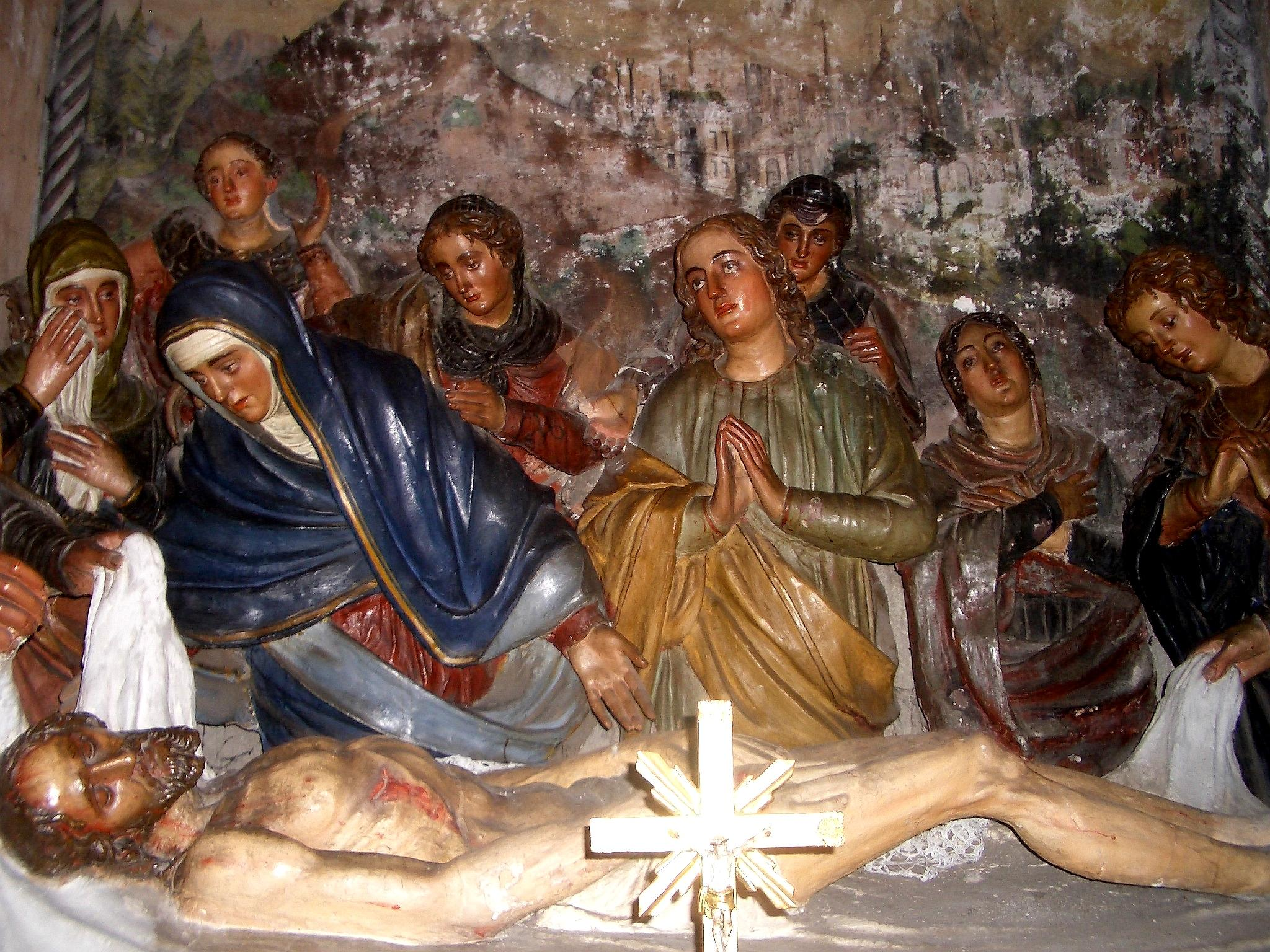
Compianto sul Cristo morto, XVI secolo
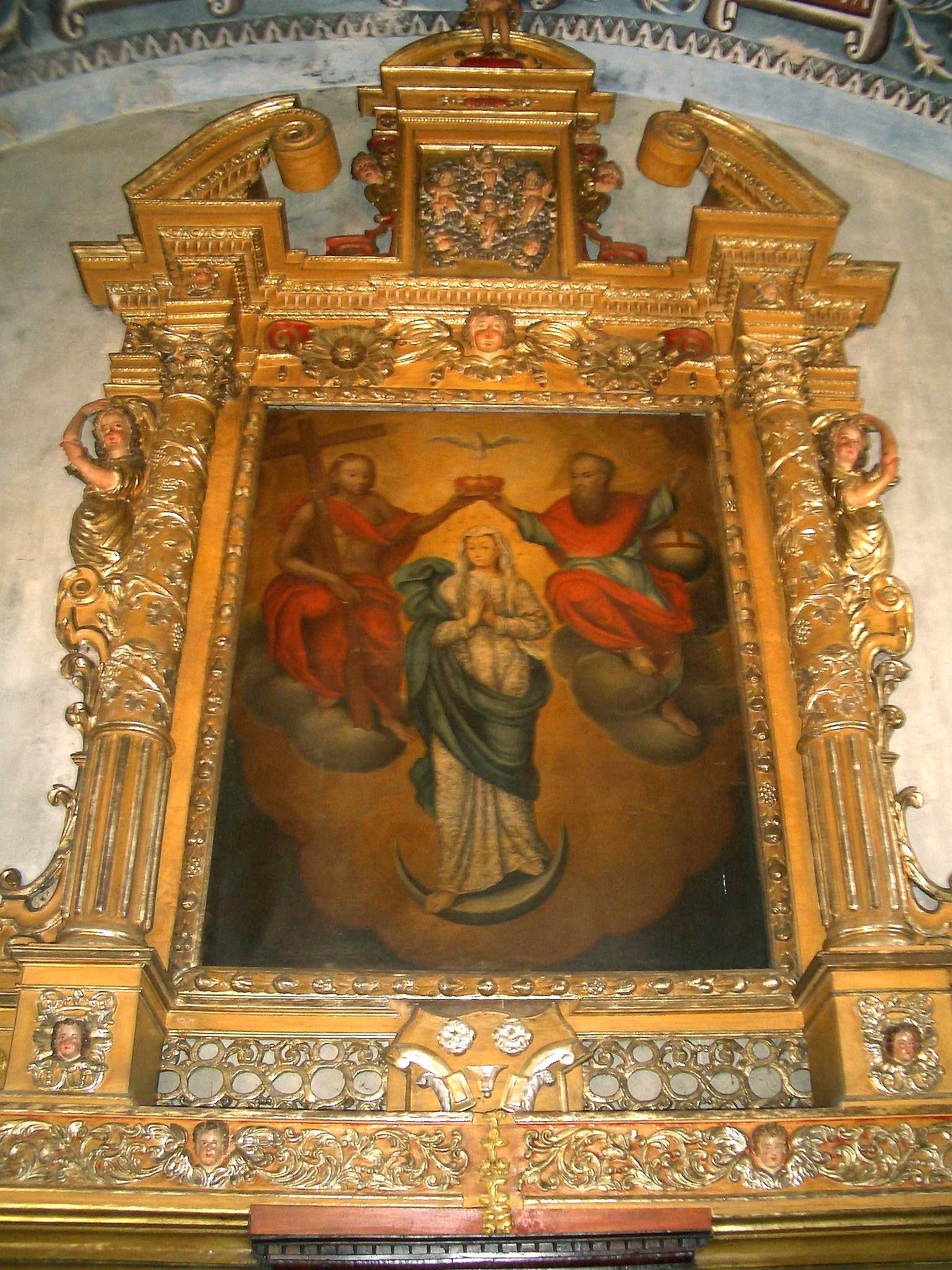
Retablo con la Incoronazione della Vergine
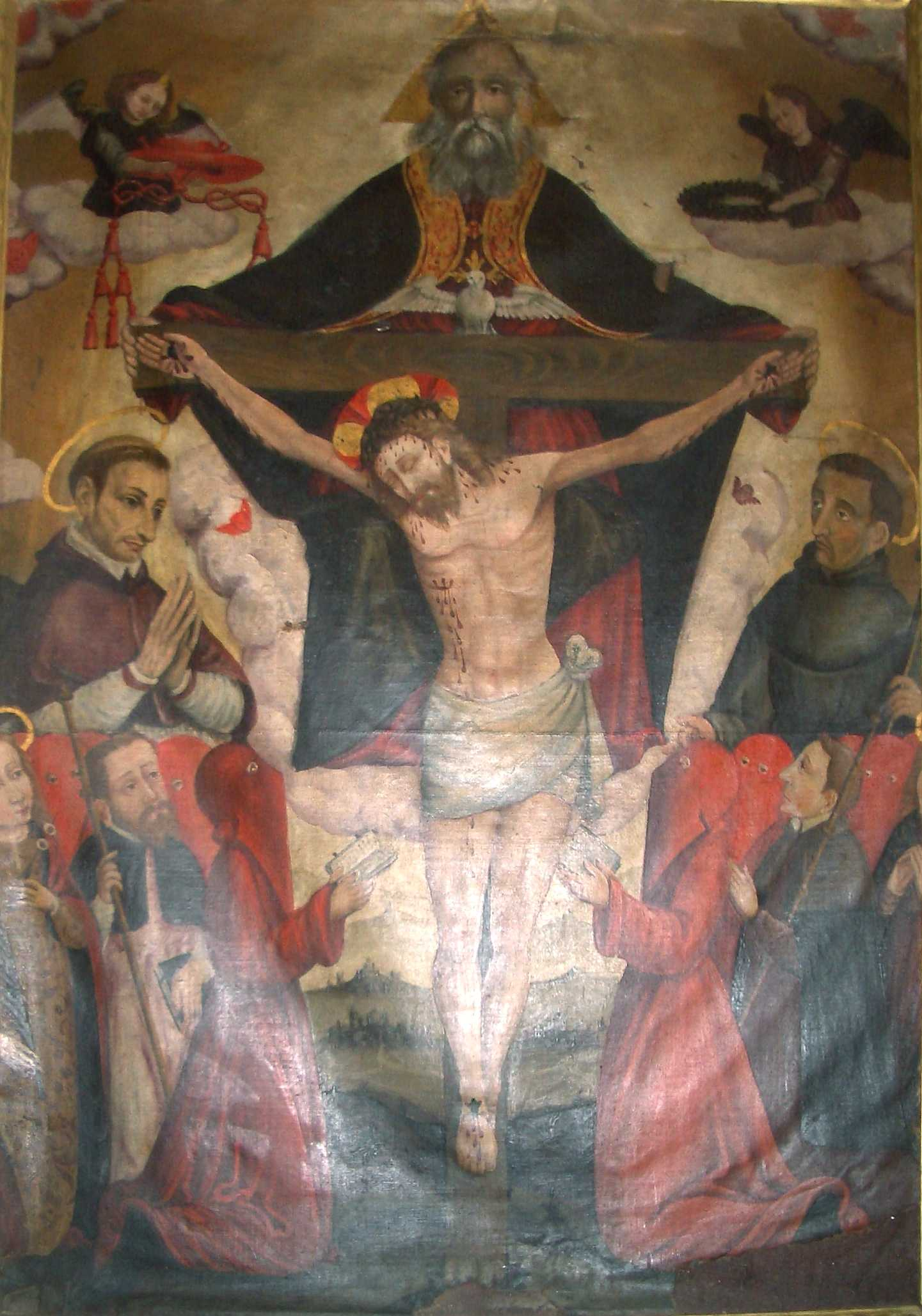
Trinità, santi e fedeli della confraternita dei battuti rossi

### Il Mulino di San Giovanni
Nel territorio di Fontanetto, sulla Roggia Camera sorge uno storico mulino ad acqua risalente al XV secolo. Si tratta del Mulino di San Giovanni, edificato subito dopo lo scavo della roggia nel 1465 per volere di Guglielmo VIII del Monferrato.

Venne utilizzato dapprima per macinare i cereali; ma già nel 1699 la roggia era utilizzata per azionare una pista da riso. Tale impiego si consolidò nel tempo, con lo sviluppo della cultura del riso.

Oggi il Mulino di San Giovanni (noto anche come "Riseria Gardano") è parte dell'”Ecomuseo delle Terre d'Acqua” sorto per iniziativa della Provincia di Vercelli. Si possono vedere ancora funzionanti gli ingranaggi mossi dalla turbina idraulica nelle imponenti strutture lignee, e seguire le varie fasi di sbramatura, sbiancatura e brillantatura del riso.

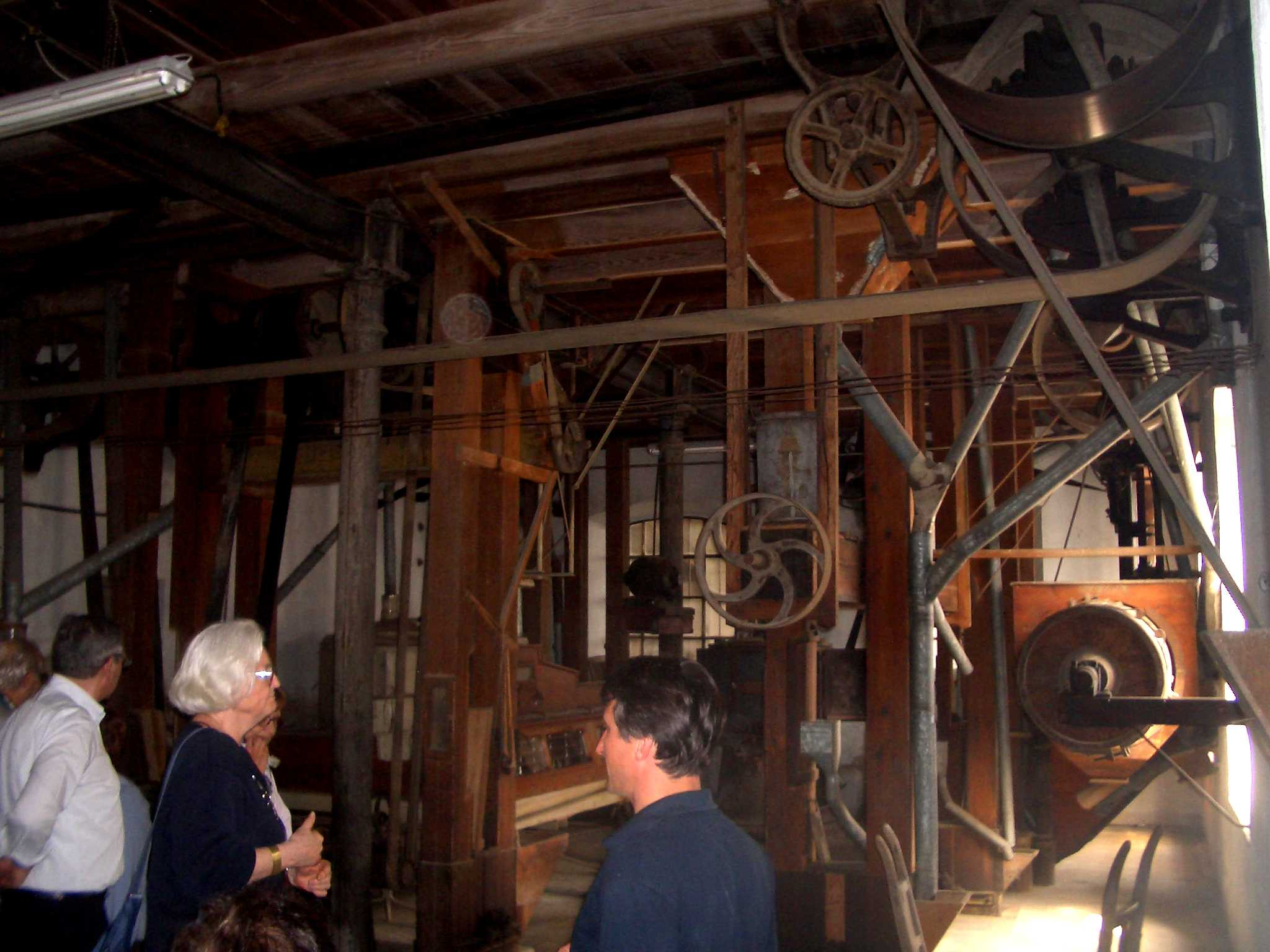
Ingranaggi del mulino
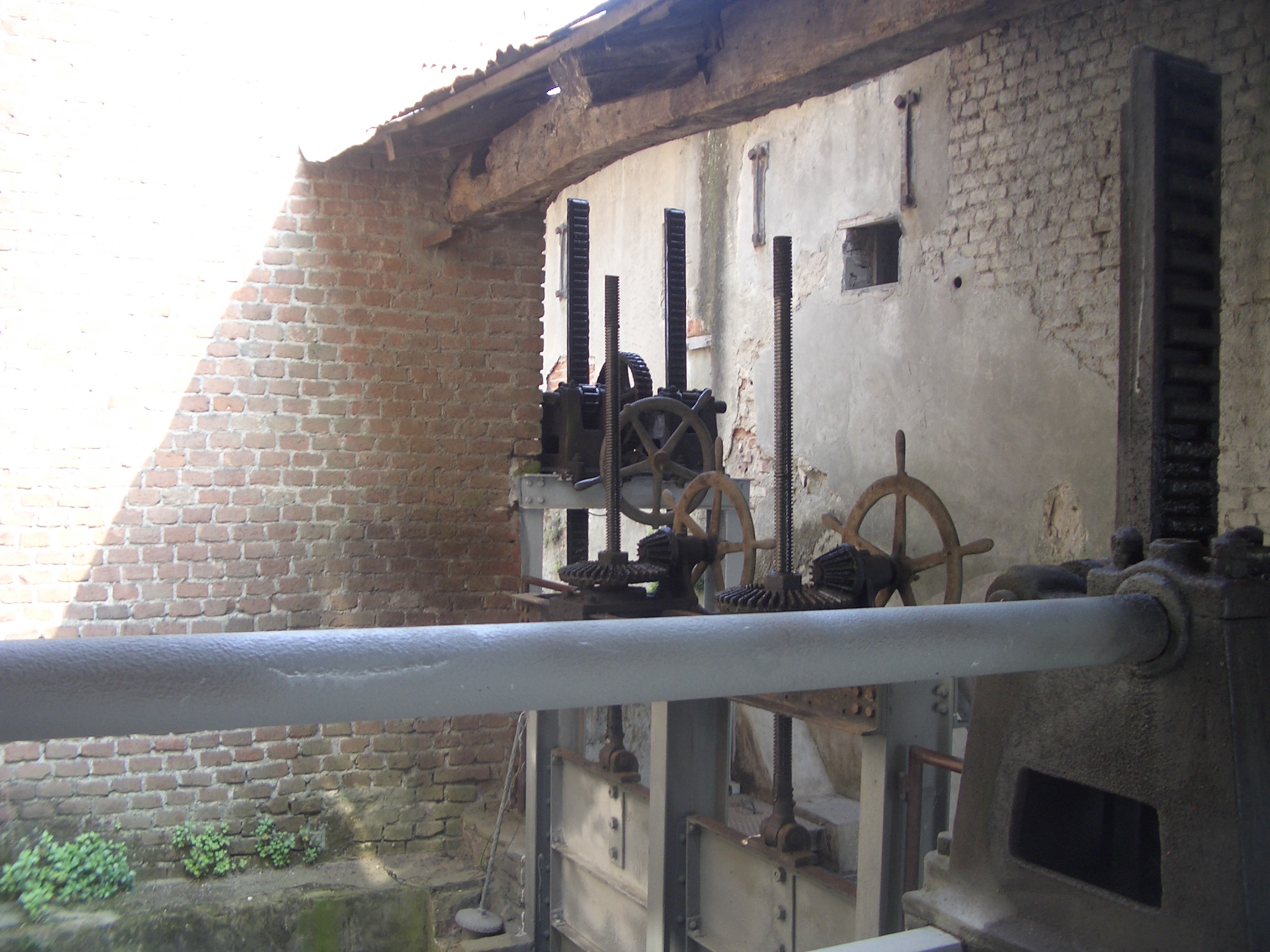
Paratie sulla roggia
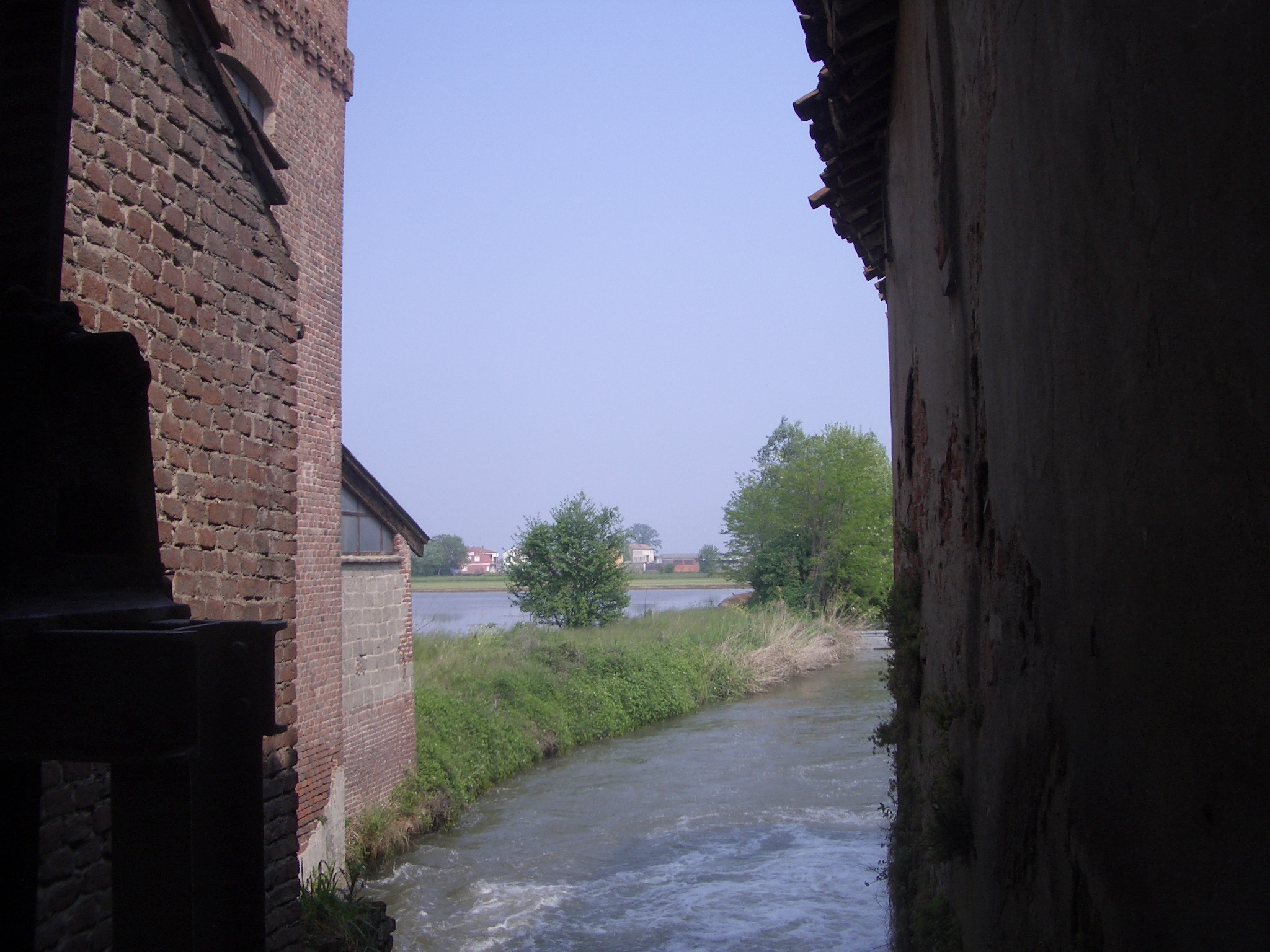
La Roggia Camera vista dal mulino
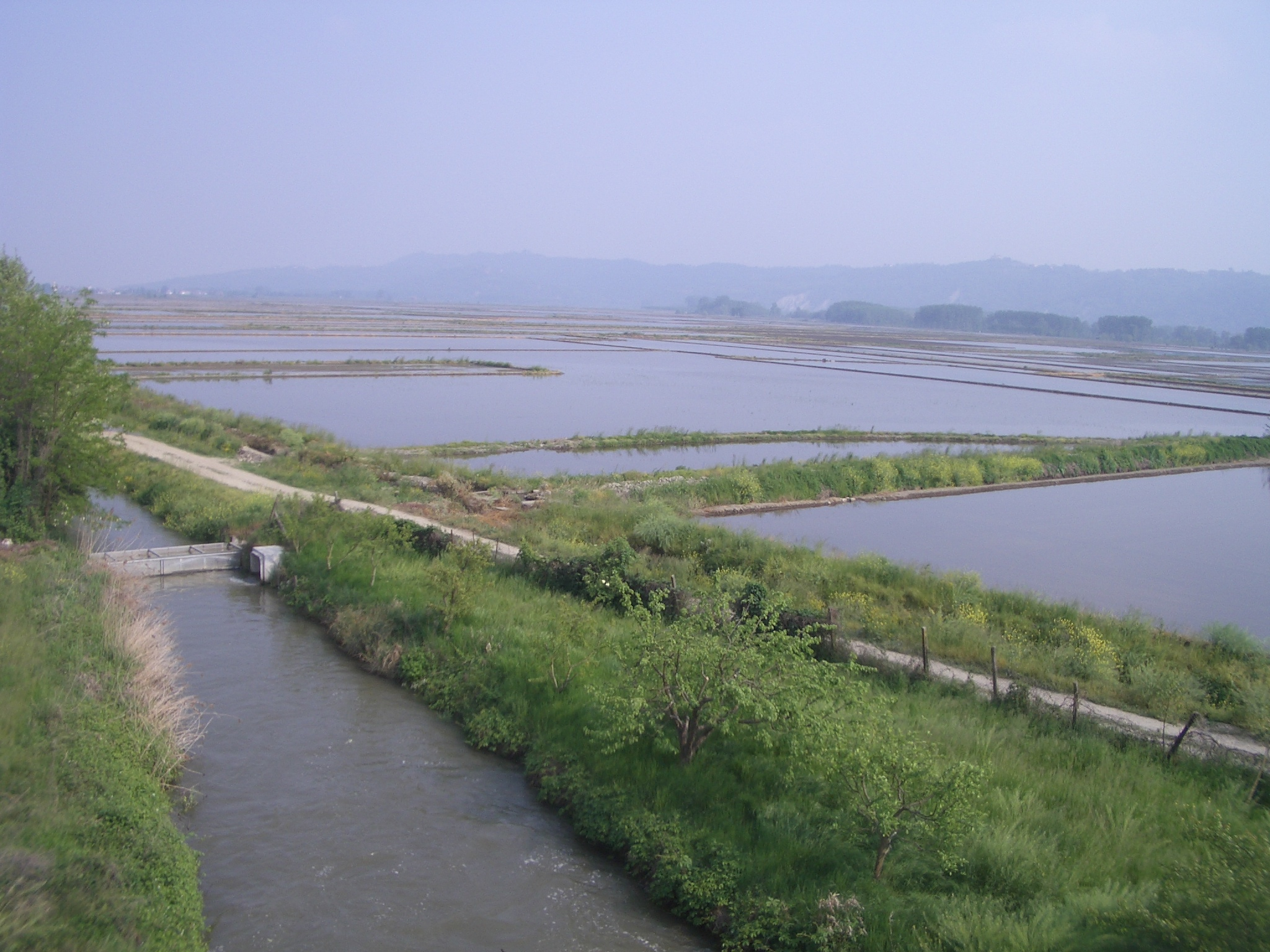
Le risaie attorno al mulino

## Società

### Evoluzione demografica
Abitanti censiti

## Amministrazione

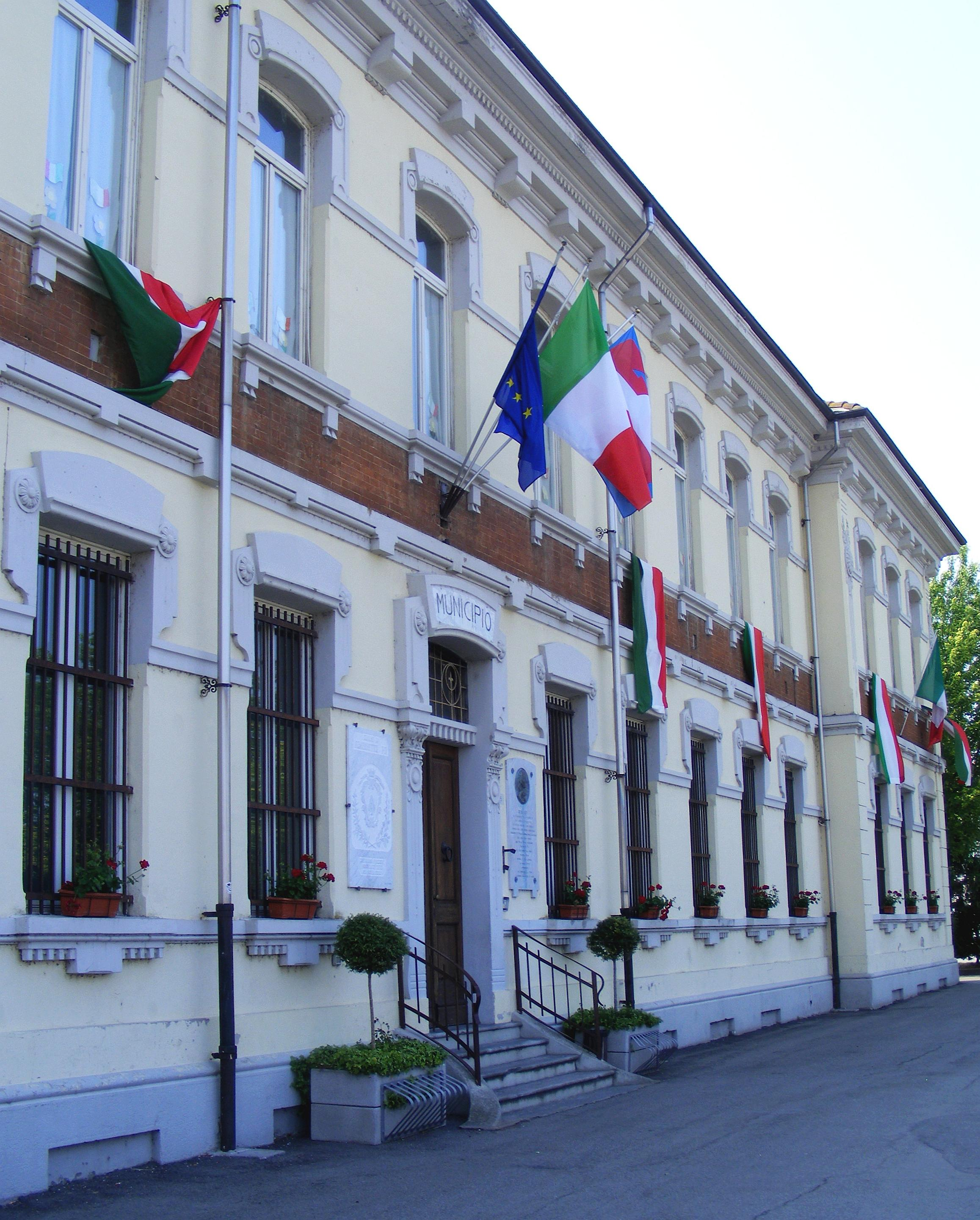
Il municipio

| Periodo | Periodo | Primo cittadino        | Partito      | Carica  | Note |
| ------- | ------- | ---------------------- | ------------ | ------- | ---- |
| 2006    | 2011    | Oscar Nepote Bernardon | lista civica | Sindaco |      |
| 2011    | 2016    | Riccardo Vallino       | lista civica | Sindaco |      |
| 2016    | 2021    | Claudia Demarchi       | lista civica | Sindaco |      |
| 2021    | 2026    | Riccardo Vallino       | lista civica | Sindaco |      |

### Gemellaggi
Il comune di Fontanetto Po è gemellato con l'insieme dei 17 comuni del cantone francese di Verteillac, nel dipartimento della Dordogna in Aquitania.

## Sport
La squadra di calcio locale è il G.S. WARRIORS 84, che milita nel campionato amatoriale CSI della provincia di Vercelli.